# Vyšný Hrabovec
Vyšný Hrabovec es un municipio del distrito de Stropkov en la región de Prešov, Eslovaquia, con una población estimada a final del año 2024 de 188 habitantes.
Se encuentra ubicado al noreste de la región, cerca del río Ondava (cuenca hidrográfica del río Tisza) y de la frontera con  Polonia.

## Demografía
| Año        | 1994 | 2004    | 2014  | 2024    |
| ---------- | ---- | ------- | ----- | ------- |
| Población  | 198  | 200     | 180   | 188     |
| Diferencia |      | +1,01 % | −10 % | +4,44 % |

| Año        | 2023 | 2024    |
| ---------- | ---- | ------- |
| Población  | 192  | 188     |
| Diferencia |      | −2,08 % |